# Voedselinfectie
Een voedselinfectie wordt veroorzaakt door opname van ziekteverwekkende micro-organismen, die in de darm koloniseren. Daarnaast produceren deze micro-organismen toxinen die de epitheelcellen binnendringen en beschadigen.

## Gevolgen
De gevolgen zijn het optreden van buikpijn en diarree binnen enkele uren of dagen na consumptie van het besmette voedsel. De bacteriën die de meeste voedselinfecties veroorzaken zijn Salmonella, Campylobacter en E. coli. Virussen kunnen eveneens voedselinfecties veroorzaken. 
In de meeste gevallen zijn de ziekteverschijnselen van voedselinfecties vrij mild, de meeste mensen hebben alleen diarree. Echter bij ouderen, jonge kinderen of personen met een verminderde weerstand zijn de ziekteverschijnselen veel ernstiger. 

## Voorkomen
Voldoende verhitten van voedsel kan voedselinfecties voorkomen. Bijna alle niet-sporenvormende bacteriën worden gedood bij een temperatuur boven de 70 °C.